# فرانسيسكو اسبينوزا
فرانسيسكو اسبينوزا (بالإنجليزية: Francisco Espinosa)‏ ولد بتاريخ 7 مايو 1962 في غرناطة، هو دراج إسباني سابق.

## روابط خارجية
- فرانسيسكو اسبينوزا على موقع أرشيف الدراجات (الإنجليزية)
- فرانسيسكو اسبينوزا على موقع إحصائيات الدراجات الإحترافية (الإنجليزية)